# Sar Şaḩrā
Sar Şaḩrā (persiska: سر صحرا) är en ort i Iran.   Den ligger i provinsen Khuzestan, i den centrala delen av landet, 400 km söder om huvudstaden Teheran. Sar Şaḩrā ligger 1 570 meter över havet och antalet invånare är 149.
Terrängen runt Sar Şaḩrā är huvudsakligen mycket bergig. Sar Şaḩrā ligger nere i en dal. Runt Sar Şaḩrā är det ganska glesbefolkat, med 26 invånare per kvadratkilometer. Närmaste större samhälle är Dehdez, 18,3 km söder om Sar Şaḩrā. Trakten runt Sar Şaḩrā består i huvudsak av gräsmarker.